# Danówek
Danówek – wieś w Polsce położona w województwie podlaskim, w powiecie grajewskim, w gminie Grajewo.
W latach 1975–1998 miejscowość administracyjnie należała do województwa łomżyńskiego.
Po wschodniej stronie wsi przepływa rzeka Ełk.
Wierni kościoła rzymskokatolickiego należą do parafii Matki Bożej Nieustającej Pomocy w Grajewie.